# Андросово (Курская область)
Андро́сово — село в Железногорском районе Курской области. Административный центр Андросовского сельсовета.
Население — 79 человек (2010 год).

## География
Расположено в 10 км к юго-востоку от Железногорска на речке Песочной, притоке Свапы и в 8,5 км от Михайловского водохранилища на реке Свапа. Высота над уровнем моря — 194 м.

## История
По легенде село возникло в XVI веке во время правления Ивана Грозного. Тогда в окрестных лесах находился стан разбойника Кудеяра и его шайки. На левом берегу реки Песочной, недалеко от нынешнего Андросова, находилось селение Лунино, через которое пролегала большая дорога из Москвы на юг. Лунинцы узнали, что сборщики податей будут в известное время проезжать через их селение с царской казной, поэтому решили казну ограбить. В соучастники к себе позвали Кудеяра. Совместными усилиями охрану разбили, казну унесли. За это немало лунинцев было казнено, а селение царским отрядом стёрто с лица земли. Двое крестьян, Макар и Андрос, со своими семьями вовремя оттуда удалились, поселились на новом месте и основали будущие сёла Макарово и Андросово.
В документах Андросово впервые упоминается в 1678 году как починок — недавно возникшее селение. По переписи 1710 года это уже село с храмом Рождества Пресвятой Богородицы. В то время в Андросово проживали несколько семей однодворцев, а также крепостные крестьяне и дворовые, принадлежавшие стольникам Алексею Юрьевичу Полибину и Андрею Матвеевичу Апраксину. В 1720 году однодворцы Сергей Фильчаков и Калина Цыбин продали свои владения в Андросово князю Юрию Юрьевичу Трубецкому.
В XVII—XVIII веках Андросово входило в состав Речицого стана Кромского уезда. К концу XVIII века Андросово было уже крупным селом. По IV Государственной Ревизии 1782 года в нём числилось 835 крестьян, село состояло из 90 дворов. В то время местными крестьянами владели помещики Даниловы: «Катерина Семёнова дочь Данилова, муж её артиллерии капитан, а ныне майор Михаил Васильевич Данилов, и их сын Иван». В июле 1796 года Даниловы продали свои земли помещику Матвею Михайловичу Андрееву, прокурору Курского Губернского Магистрата. Крестьяне Андросова восстали против нового помещика, ужесточившего порядки, отказались строить ему новый дом на своей земле. Старое поместье Андреева располагалось в соседней деревне Хлынино и было сожжено крестьянами.
В XIX веке часть крестьян Андросова были казёнными (принадлежали государству), часть — владельческими (принадлежали помещикам). В ходе крестьянской реформы 1861 года была создана Андросовская волость с административным центром в Андросово. В 1866 году в селе было 58 дворов, проживало 736 человек (374 мужчины и 362 женщины), действовали деревянная церковь, 4 маслобойни и мельница. В 1877 году в селе был уже 81 двор, проживало 615 человек, действовала земская школа, а 1 июля устраивался торжок (ярмарка). К этому времени Андросовская волость была упразднена и село входило в состав Большебобровской волости Дмитровского уезда Орловской губернии. В 1911 году для верующих открылась новая каменная церковь Казанской иконы Божией Матери, сохранившаяся и действующая до сих пор. С 1928 года в составе Михайловского (с 1965 года Железногорского) района Курской области. В 1937 году в Андросово было 103 двора. По состоянию на 1955 год в селе находился центр колхоза имени Кагановича.

## Население
| 1866 | 1877 | 1897 | 1926 | 1979 | 2002 | 2010 |
| ---- | ---- | ---- | ---- | ---- | ---- | ---- |
| 736  | ↘615 | ↗735 | →735 | ↘395 | ↘142 | ↘79  |

## Улицы
В селе 3 улицы:
- Колхозная
- Приовражная
- Центральная

## Казанский храм
Основная статья: Храм Казанской иконы Божией Матери
В селе находится действующий православный храм Казанской иконы Божией Матери 1911 года постройки.

## Памятники истории
Одиночная могила подполковника медслужбы Виктора Константиновича Клементьева, погибшего в 1943 году в борьбе с фашистскими захватчиками. Расположена на гражданском кладбище села. Обелиск установлен в 1966 году.
Братская могила воинов Красной Армии, погибших в феврале 1943 года. Захоронено 193 человека, установлены фамилии у 34 человек. Расположена на гражданском кладбище села. Обелиск установлен в 1953 году.

## Персоналии
- Коссов, Георгий Алексеевич (Егорий Чекрягский, 1855—1928) — протоиерей, священноисповедник, причислен к лику святых.
- Кузнецов, Владимир Степанович (1898—1979) — советский военачальник, участник Великой Отечественной войны, генерал-лейтенант.